# Tú (persona del año de la revista Time)
"Tú" fue elegida en 2006 como la Persona del año de la revista Time. "Tú" representaba a los millones de personas que anónimante contribuyeron y contribuyen con contenido creado por usuarios al sistema operativo GNU/Linux, las wikis (incluyendo Wikipedia), YouTube, MySpace, Facebook, y a las muchísimas otras webs que utilizan contribuciones creadas por usuarios anónimos.

## Antecedentes
Mientras las "personas del año" anteriores han sido individuos históricamente importantes, algunos fueron representantes simbólicos de diferentes tipos de clases de personas, y algunos fueron objetos inanimados: "El Ordenador" ("Máquina del Año" de 1982), y "la Tierra Amenazada" (Planeta del Año en 1988).
Premios similares otorgados por los medios han reconocido ya la importancia cada vez mayor de la comunidad en Internet y el contenido creado por usuarios: "¡Tú!" ocupó el primer puesto en la lista de "50 personas que importan hoy en día" en la revista Business 2.0; y ABC News designó a los bloggers como "Personas del año" en 2004.